# Њижни Славков
Њижни Славков (слч. Nižný Slavkov) насељено је мјесто са административним статусом сеоске општине (слч. obec) у округу Сабинов, у Прешовском крају, Словачка Република.

## Становништво
| Година:    | 1994. | 2004.   | 2014.   | 2024.   |
| ---------- | ----- | ------- | ------- | ------- |
| Број људи: | 800   | 789     | 833     | 876     |
| Разлика:   |       | -1,37 % | +5,57 % | +5,16 % |

| Година:    | 2023. | 2024.   |
| ---------- | ----- | ------- |
| Број људи: | 880   | 876     |
| Разлика:   |       | -0,45 % |

Према подацима о броју становника из 2011. године насеље је имало 817 становника.